# IC 5159
IC 5159 — галактика типу * (зірка) у сузір'ї Водолій.
Цей об'єкт міститься в оригінальній редакції індексного каталогу.